# Christian Weber
Christian Weber (23. august 1883 i Polsingen, Tyskland – 11. maj 1945 Schwäbische Alb, Tyskland) var en tysk nazistisk partirepræsentant og SS-brigadefører.
Sammen med folk som Emil Maurice, Ulrich Graf og Max Amann, var Weber en af de tidligste politisk associerede med Hitler. 
Ernst Hanfstaengl hævede at Weber var en af de få, der kunne gøre grin med Mein Kampf i Hitlers nærvær. Efter nazisternes magtovertagelse i 1933 blev han reelt borgmester i München. Efter De lange knives nat blev han af Hitler forfremmet til Oberführer i SS. .
Kort efter krigen blev Weber, som var en meget forhadt figur i München dræbt af oprører fra Bayern efter sammenbruddet af Nazi-Tyskland .